# Лепиани, Хуан
Хуан Лепиани (20 сентября 1864, Лима — 28 ноября 1932, Рим) — перуанский художник исторического жанра, баталист.

## Биография
В молодости работал на железной дороге. Однако, считая искусство своим естественным призванием, бросил работу и начал учиться искусству живописи. В 1890-е годы приступил к созданию серию исторических полотен.
В 1903 году отправился в Европу, где посещал художественные галереи, музеи и выставки. Поселился в Риме, погрузившись в жизнь местной богемы. Занимался копированием полотен старых мастеров, таких как Рафаэль и Тициан, продавая репродукции американским туристам. При этом несколько его копий были высоко оценены, и лучшие из них были отправлены на родину в Перу.
Создал несколько оригинальных произведений.
В 1928 году вернулся на родинуй, преждевременно постарев и почти ослепнув от тяжёлой работы по копированию, которую часто выполнял при плохом освещении. В следующем году вновь вернулся в Европу, где в результате биржевого краха 1929 года, его финансы серьёзно пострадали.
Умер в Риме четыре года спустя в нищете.

## Творчество
Автор ряда картин патриотической направленности, об истории завоевания испанцами империи инков, борьбы за независимость латиноамериканских стран, в том числе, Перу, Второй тихоокеанской войны и др.
Среди наиболее известных картин:
- «Смерть национального героя Перу Франсиско Болоньези у Арики»
- «Тринадцать воспетых славой»
- «Сан-Мартин провозглашает независимость Перу 28 июля 1821 года в Лиме»
- «Въезд Пьеролы в Лиму во время гражданской войны 1894—1895 годов».